# Франчески, Мишель
Мишель Франчески (фр. Michel Franceschi) — французский дзюдоист, чемпион (1960) и бронзовый призёр (1961) чемпионатов Франции. Бронзовый призёр чемпионатов Европы 1957, 1961, 1962 и 1964 годов. На чемпионате Европы 1960 года в Амстердаме стал чемпионом. Выступал в средней (до 80 кг) и абсолютной весовых категориях.